# Liste des députés du Pas-de-Calais
 (mai 2025).
Cet article présente la liste des députés du Pas-de-Calais élus lors des différentes élections législatives françaises.

## Cinquième République

### XVIIelégislature(2024-2029)
|                           | Identité | Identité               | Étiquette | Autres mandats                              | Suppléant(e)                |
| ------------------------- | -------- | ---------------------- | --------- | ------------------------------------------- | --------------------------- |
| Première circonscription  |          | Emmanuel Blairy        | RN        |                                             | Marine Cousin               |
| Deuxième circonscription  |          | Agnès Pannier-Runacher | Ensemble  | Ministre déléguée                           | Pauline Levasseur           |
| Troisième circonscription |          | Bruno Clavet           | RN        |                                             | Anthony Garénaux-Glinkowski |
| Quatrième circonscription |          | Philippe Fait          | Ensemble  | Conseiller départemental du Pas-de-Calais   | Annie Defosse               |
| Cinquième circonscription |          | Antoine Golliot        | RN        |                                             | Thomas Pamart               |
| Sixième circonscription   |          | Christine Engrand*     | RN        | Conseillère régionale des Hauts-de-France   | Quentin Louis               |
| Septième circonscription  |          | Marc de Fleurian       | RN        |                                             | Tatiana Ledoux              |
| Huitième circonscription  |          | Auguste Évrard         | RN        |                                             | Mason Moreau                |
| Neuvième circonscription  |          | Caroline Parmentier    | RN        |                                             | Alexandre Maeseele          |
| Dixième circonscription   |          | Thierry Frappé         | RN        |                                             | Ludovic Pajot               |
| Onzième circonscription   |          | Marine Le Pen          | RN        | Conseillère départementale du Pas-de-Calais | Steeve Briois               |
| Douzième circonscription  |          | Bruno Bilde            | RN        | Conseiller régional des Hauts-de-France     | Caroline Meloni             |

- Christine Engrand a quitté le groupe Rassemblement national, elle est non-inscrite depuis mars 2025 [2].

### XVIelégislature(2022-2024)
|                           | Identité | Identité                                                 | Étiquette   | Autres mandats                                              | Suppléant(e)        |
| ------------------------- | -------- | -------------------------------------------------------- | ----------- | ----------------------------------------------------------- | ------------------- |
| Première circonscription  |          | Emmanuel Blairy                                          | RN          |                                                             | Gil Mocquant        |
| Deuxième circonscription  |          | Jacqueline Maquet                                        | RE          | -                                                           | Nicolas Desfachelle |
| Troisième circonscription |          | Jean-Marc Tellier                                        | PCF         | Conseiller départemental du Pas-de-Calais.                  | Donata Hochart      |
| Quatrième circonscription |          | Philippe Fait                                            | RE          | Maire d’Étaples. Conseiller départemental du Pas-de-Calais. | Annie Defosse       |
| Cinquième circonscription |          | Jean-Pierre Pont                                         | RE          | -                                                           | Sandrine Deram      |
| Sixième circonscription   |          | Christine Engrand                                        | RN          | Conseillère régionale des Hauts-de-France.                  | Cédric Fasquelle    |
| Septième circonscription  |          | Pierre-Henri Dumont                                      | LR          |                                                             | Edwige Leblond      |
| Huitième circonscription  |          | Bertrand Petit (jusqu'en 2022, réélu le 29 janvier 2023) | DVG puis PS | Maire de Saint-Martin-lez-Tatinghem.                        | René Hocq (PCF)     |
| Neuvième circonscription  |          | Caroline Parmentier                                      | RN          |                                                             | Alexandre Maeseele  |
| Dixième circonscription   |          | Thierry Frappé                                           | RN          |                                                             | Ludovic Pajot       |
| Onzième circonscription   |          | Marine Le Pen                                            | RN          | Conseillère départementale du Pas-de-Calais.                | Steeve Briois       |
| Douzième circonscription  |          | Bruno Bilde                                              | RN          | Conseiller régional des Hauts-de-France.                    | Caroline Méloni     |

### XVelégislature(2017-2022)
|                           | Identité                   | Identité                    | Étiquette                      | Autres mandats | Suppléant(e)        |
| ------------------------- | -------------------------- | --------------------------- | ------------------------------ | --- | ------------------- |
| Première circonscription  |                            | Bruno Duvergé               | MoDem                          | Conseiller départemental du canton de Bapaume                                                                                       | Ingrid Gaillard     |
| Deuxième circonscription  |                            | Jacqueline Maquet           | LREM                           | - | Gérard Pavy         |
| Troisième circonscription |                            | José Évrard                 | FN (2017) LP (2017) DLF (2020) | Conseiller départemental du canton d'Harnes, conseiller municipal de Billy-Montigny. Décès en cours de mandat.                      | Emmanuel Blairy     |
| Troisième circonscription |                            | Emmanuel Blairy (2022)      | RN                             | |                     |
| Quatrième circonscription |                            | Daniel Fasquelle            | LR                             | Conseiller municipal du Touquet | Robert Therry       |
| Quatrième circonscription |                            | Robert Therry (2020)        | DVD                            | |                     |
| Cinquième circonscription |                            | Jean-Pierre Pont            | LREM                           | - | Nina Penel          |
| Sixième circonscription   |                            | Brigitte Bourguignon        | LREM                           | Conseillère municipale de Marquise. Nommée au Gouvernement.                                                                         | Ludovic Loquet      |
| Sixième circonscription   |                            | Ludovic Loquet (2020)       | LREM                           | Conseiller départemental du canton d'Ardres, président de la communauté de communes Pays d'Opale. Démissionnaire.                   |                     |
| Sixième circonscription   |                            | Brigitte Bourguignon (2021) | LREM                           | Ministre déléguée chargée de l'Autonomie, réélue.                                                                                   | Christophe Leclercq |
| Sixième circonscription   | Christophe Leclercq (2021) |                             | LREM                           | |                     |
| Septième circonscription  |                            | Pierre-Henri Dumont         | LR                             | Conseiller départemental du canton de Marck, Conseiller municipal de Marck                                                          | Edwige Leblond      |
| Huitième circonscription  |                            | Benoît Potterie             | LREM                           | - | Nathalie Roux       |
| Neuvième circonscription  |                            | Marguerite Deprez-Audebert  | MoDem                          | Conseillère régionale | Jean-Claude Thorez  |
| Dixième circonscription   |                            | Ludovic Pajot               | RN                             | Conseiller régional, conseiller municipal de Béthune ; sa suppléante lui succède après qu’il a été élu maire de Bruay-la-Buissière. | Myriane Houplain    |
| Dixième circonscription   | Myriane Houplain (2021)    |                             | RN                             | |                     |
| Onzième circonscription   |                            | Marine Le Pen               | RN                             | - | Steeve Briois       |
| Douzième circonscription  |                            | Bruno Bilde                 | RN                             | Conseiller régional, maire-adjoint de Hénin-Beaumont                                                                                |                     |

### XIVelégislature(2012-2017)

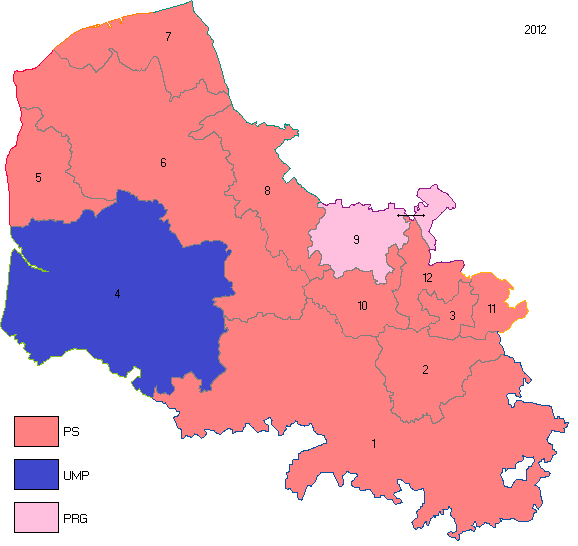
Carte électorale des circonscriptions en 2012.

|                           |  | Identité             | Étiquette | Autres mandats                                                            | Suppléant(e)          |
| ------------------------- |  | -------------------- | --------- | ------------------------------------------------------------------------- | --------------------- |
| Première circonscription  |  | Jean-Jacques Cottel  | PS        | Maire de Bapaume, conseiller général du Canton de Bapaume                 | Henri Dejonghe        |
| Deuxième circonscription  |  | Jacqueline Maquet    | PS        | Conseillère régionale                                                     | Bertrand Alexandre    |
| Troisième circonscription |  | Guy Delcourt         | PS        |                                                                           |                       |
| Quatrième circonscription |  | Daniel Fasquelle     | UMP       | Maire du Touquet                                                          | Robert Therry         |
| Cinquième circonscription |  | Frédéric Cuvillier   | PS        | Maire de Boulogne-sur-Mer                                                 | Thérèse Guilbert      |
| Sixième circonscription   |  | Brigitte Bourguignon | PS        | Conseillère municipale de Marquise                                        | Gérard Pecron         |
| Septième circonscription  |  | Yann Capet           | PS        | Conseiller régional                                                       | Olivier Majewicz      |
| Huitième circonscription  |  | Michel Lefait        | PS        | Conseiller général du Canton d'Arques                                     | Micheline Dautriche   |
| Neuvième circonscription  |  | Stéphane Saint-André | PRG       | Conseiller municipal de Béthune                                           | Annie Van Cortenbosch |
| Dixième circonscription   |  | Serge Janquin        | PS        | Conseiller municipal de Bruay-la-Buissière                                | Nadine Lefebvre       |
| Onzième circonscription   |  | Philippe Kemel       | PS        | Maire de Carvin, Vice-Président du conseil régional du Nord-Pas-de-Calais | Christian Musial      |
| Douzième circonscription  |  | Nicolas Bays         | PS        | Conseiller municipal de Wingles                                           | Arlette Houdart       |

### XIIIelégislature(2007-2012)

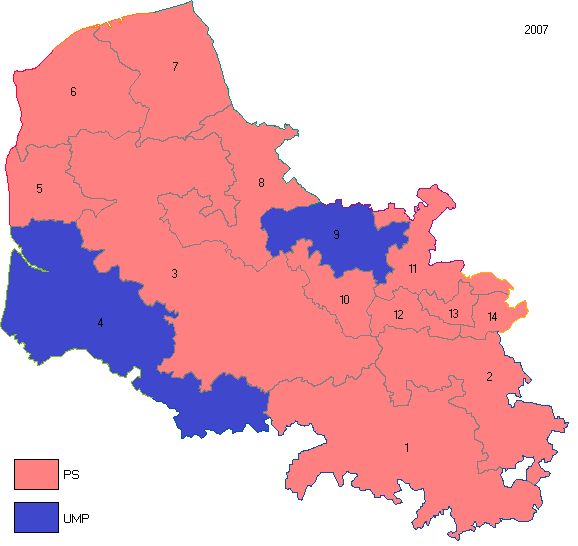
Carte électorale des circonscriptions en 2007.

|                             |  | Identité                                     | Étiquette | Autres mandats                                              | Suppléant(e)         |
| --------------------------- |  | -------------------------------------------- | --------- | ----------------------------------------------------------- | -------------------- |
| Première circonscription    |  | Jacqueline Maquet                            | PS        | Conseillère régionale                                       | Jean-Jacques Cottel  |
| Deuxième circonscription    |  | Catherine Génisson                           | PS        | Conseillère régionale                                       | Bertrand Alexandre   |
| Troisième circonscription   |  | Jean-Claude Leroy élu sénateur le 30/09/2011 | PS        | Conseiller général du Canton de Lumbres                     |                      |
| Quatrième circonscription   |  | Daniel Fasquelle                             | UMP       | Maire du Touquet                                            | Roger Pruvost        |
| Cinquième circonscription   |  | Frédéric Cuvillier                           | PS        | Maire de Boulogne-sur-Mer                                   | Thérèse Guilbert     |
| Sixième circonscription     |  | Jack Lang                                    | PS        |                                                             | Hervé Poher          |
| Septième circonscription    |  | Gilles Cocquempot                            | PS        | Conseiller municipal de Calais                              | Serge Péron          |
| Huitième circonscription    |  | Michel Lefait                                | PS        | Conseiller général du Canton d'Arques                       | Bertrand Petit       |
| Neuvième circonscription    |  | André Flajolet                               | UMP       | Conseiller régional, maire de Saint-Venant                  | Jean-Pierre Deruelle |
| Dixième circonscription     |  | Serge Janquin                                | PS        | Conseiller municipal de Bruay-la-Buissière                  | Alain Wacheux        |
| Onzième circonscription     |  | Odette Duriez                                | PS        | Conseillère générale du Canton de Cambrin, maire de Cambrin |                      |
| Douzième circonscription    |  | Jean-Pierre Kucheida                         | PS        | Maire de Liévin                                             | Danielle Darras      |
| Treizième circonscription   |  | Guy Delcourt                                 | PS        | Maire de Lens                                               | Maryvonne Poulain    |
| Quatorzième circonscription |  | Albert Facon                                 | PS        | Conseiller municipal de Courrières                          | Jean-Pierre Corbisez |

### XIIelégislature(2002-2007)

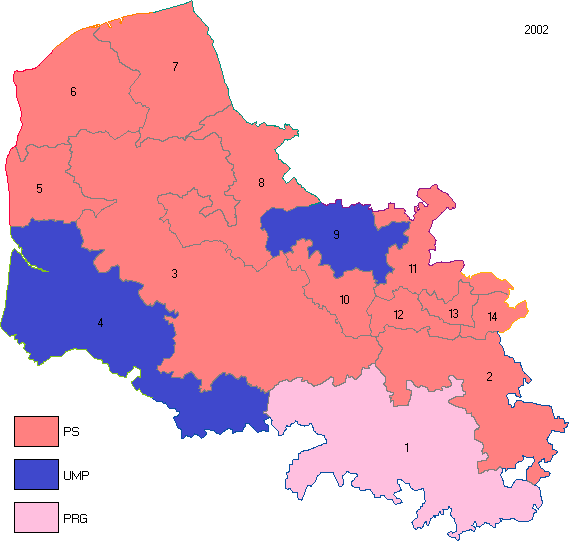
Carte électorale des circonscriptions en 2002.

|                             |  | Identité                                 | Étiquette | Autres mandats                                                               | Suppléant(e)             |
| --------------------------- |  | ---------------------------------------- | --------- | ---------------------------------------------------------------------------- | ------------------------ |
| Première circonscription    |  | Jean-Pierre Defontaine                   | PRG       |                                                                              | Jean-Louis Cottigny (PS) |
| Deuxième circonscription    |  | Catherine Génisson                       | PS        | Conseillère municipale d'Arras                                               | Jean-Pierre Hecquet      |
| Troisième circonscription   |  | Jean-Claude Leroy                        | PS        | Conseiller général du Canton de Lumbres, maire-adjoint de Lumbres            | Jean-Michel Desailly     |
| Quatrième circonscription   |  | Léonce Deprez                            | UMP       | Maire du Touquet                                                             | Roger Pruvost            |
| Cinquième circonscription   |  | Guy Lengagne                             | PS        | Maire de Boulogne-sur-Mer                                                    | Thérèse Guilbert         |
| Sixième circonscription     |  | Jack Lang                                | PS        | Conseiller régional                                                          | Hervé Poher              |
| Septième circonscription    |  | Gilles Cocquempot                        | PS        | Maire-adjoint de Calais                                                      | Serge Péron              |
| Huitième circonscription    |  | Michel Lefait                            | PS        | Conseiller général du Canton d'Arques                                        | Bertrand Petit           |
| Neuvième circonscription    |  | André Flajolet                           | PS        | Conseiller régional, maire de Saint-Venant                                   | Jean-Pierre Deruelle     |
| Dixième circonscription     |  | Serge Janquin                            | PS        | Conseiller municipal de Bruay-la-Buissière                                   | Alain Wacheux            |
| Onzième circonscription     |  | Marcel Cabiddu puis Odette Duriez (2004) | PS        | Maire de Wingles Conseillère générale du Canton de Cambrin, maire de Cambrin | Odette Duriez            |
| Douzième circonscription    |  | Jean-Pierre Kucheida                     | PS        | Maire de Liévin                                                              | Danielle Darras          |
| Treizième circonscription   |  | Jean-Claude Bois                         | PS        | Conseiller général du Canton de Lens-Nord-Est, maire-adjoint de Lens         | Guy Delcourt             |
| Quatorzième circonscription |  | Albert Facon                             | PS        | Maire de Courrières                                                          | Jean-Pierre Corbisez     |

### XIelégislature(1997-2002)

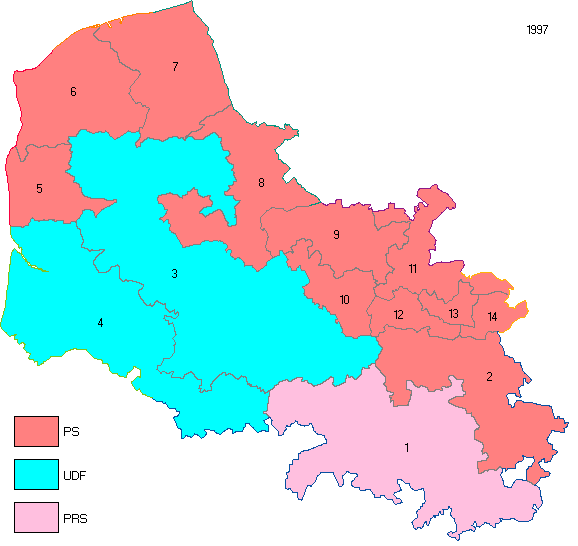
Carte électorale des circonscriptions en 1997.

|                             |  | Identité                                  | Étiquette | Autres mandats                                                       | Suppléant(e)             |
| --------------------------- |  | ----------------------------------------- | --------- | -------------------------------------------------------------------- | ------------------------ |
| Première circonscription    |  | Jean-Pierre Defontaine                    | PRS       | Conseiller régional, conseiller municipal d'Arras                    | Jean-Louis Cottigny (PS) |
| Deuxième circonscription    |  | Catherine Génisson                        | PS        | Conseillère municipale d'Arras                                       | Jean-Pierre Hecquet      |
| Troisième circonscription   |  | Philippe Vasseur puis                     | UDF       | Conseiller régional                                                  | Brigitte de Prémont      |
| Troisième circonscription   |  | Jean-Claude Leroy (2000)                  | PS        | Conseiller général du Canton de Lumbres, maire de Lumbres            |                          |
| Quatrième circonscription   |  | Léonce Deprez                             | UDF       | Conseiller régional, conseiller municipal du Touquet                 | Roger Pruvost            |
| Cinquième circonscription   |  | Guy Lengagne                              | PS        | Maire de Boulogne-sur-Mer                                            | Danielle Deprez          |
| Sixième circonscription     |  | Dominique Dupilet                         | PS        | Conseiller général du Canton de Boulogne-sur-Mer-Nord-Ouest          | Hervé Poher              |
| Septième circonscription    |  | André Capet puis Gilles Cocquempot (2000) | PS        | Maire-adjoint de Calais Maire d'Éperlecques                          | Gilles Cocquempot        |
| Huitième circonscription    |  | Michel Lefait                             | PS        | Conseiller général du Canton d'Arques, maire d'Arques                | Gérald Verroust          |
| Neuvième circonscription    |  | Bernard Seux                              | PS        | Maire de Béthune                                                     | Jacques Napieraj         |
| Dixième circonscription     |  | Serge Janquin                             | PS        | Conseiller municipal de Bruay-la-Buissière                           | Alain Wacheux            |
| Onzième circonscription     |  | Marcel Cabiddu                            | PS        | Conseiller général du Canton de Wingles, maire de Wingles            | Odette Duriez-Gamelin    |
| Douzième circonscription    |  | Jean-Pierre Kucheida                      | PS        | Maire de Liévin                                                      | Danielle Darras          |
| Treizième circonscription   |  | Jean-Claude Bois                          | PS        | Conseiller général du Canton de Lens-Nord-Est, maire-adjoint de Lens | Bernard Ogiez            |
| Quatorzième circonscription |  | Albert Facon                              | PS        | Conseiller général du Canton de Courrières, maire de Courrières      | Pierre Darchicourt       |

### Xelégislature(1993-1997)

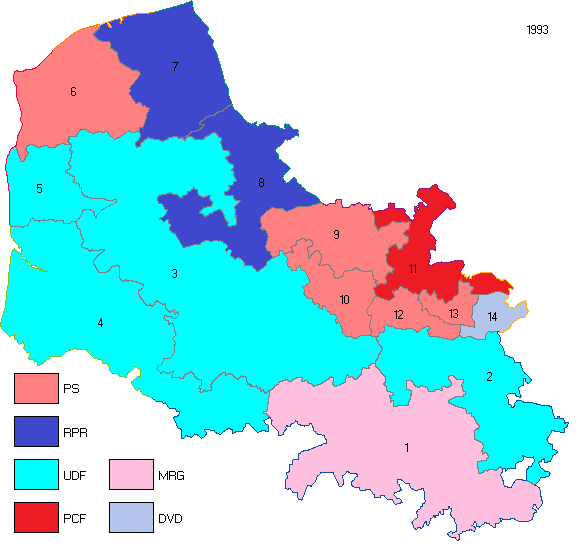
Carte électorale des circonscriptions en 1993.

|                             |  | Identité                                 | Étiquette | Autres mandats                                                                 | Suppléant(e)             |
| --------------------------- |  | ---------------------------------------- | --------- | ------------------------------------------------------------------------------ | ------------------------ |
| Première circonscription    |  | Jean-Pierre Defontaine                   | MRG       | Conseiller régional, maire d'Hénin-sur-Cojeul                                  | Alain Fauquet (PS)       |
| Deuxième circonscription    |  | Charles Gheerbrant                       | UDF       | Maire de Saint-Nicolas                                                         | Lionel Lancry            |
| Troisième circonscription   |  | Philippe Vasseur puis                    | UDF       | Conseiller régional                                                            | Brigitte de Prémont      |
| Troisième circonscription   |  | Brigitte de Prémont (1995)               | RPR       | Conseillère générale du Canton de Desvres, maire de Bellebrune                 |                          |
| Quatrième circonscription   |  | Léonce Deprez                            | UDF       | Conseiller régional, maire du Touquet                                          | Roger Pruvost            |
| Cinquième circonscription   |  | Jean-Pierre Pont                         | UDF       | Maire de Neufchâtel-Hardelot                                                   | Jean-Max Lebeau          |
| Sixième circonscription     |  | Dominique Dupilet                        | PS        | Conseiller général du Canton de Boulogne-sur-Mer-Nord-Ouest, maire de Wimereux | Maurice Fleuet           |
| Septième circonscription    |  | Claude Demassieux                        | RPR       |                                                                                | Bernard Carpentier (UDF) |
| Huitième circonscription    |  | Jean-Jacques Delvaux                     | RPR       | Conseiller général du Canton de Saint-Omer-Nord, maire de Saint-Omer           | François-Xavier Bécuwe   |
| Neuvième circonscription    |  | Jacques Mellick puis Bernard Seux (1995) | PS        | Maire de Béthune Conseiller général du Canton de Béthune-Sud                   |                          |
| Dixième circonscription     |  | Serge Janquin                            | PS        | Conseiller régional, maire de Bruay-la-Buissière                               | Alain Wacheux            |
| Onzième circonscription     |  | Rémy Auchedé                             | PCF       | Conseiller général du Canton de Douvrin                                        | Odette Dauchet           |
| Douzième circonscription    |  | Jean-Pierre Kucheida                     | PS        | Maire de Liévin                                                                | Danielle Darras          |
| Treizième circonscription   |  | Jean-Claude Bois                         | PS        | Conseiller général du Canton de Lens-Nord-Est, maire-adjoint de Lens           | Bernard Ogiez            |
| Quatorzième circonscription |  | Jean Urbaniak                            | DVD       | Conseiller général du Canton d'Hénin-Beaumont, maire de Noyelles-Godault       | Amédée Gellez            |

### IXelégislature(1988-1993)

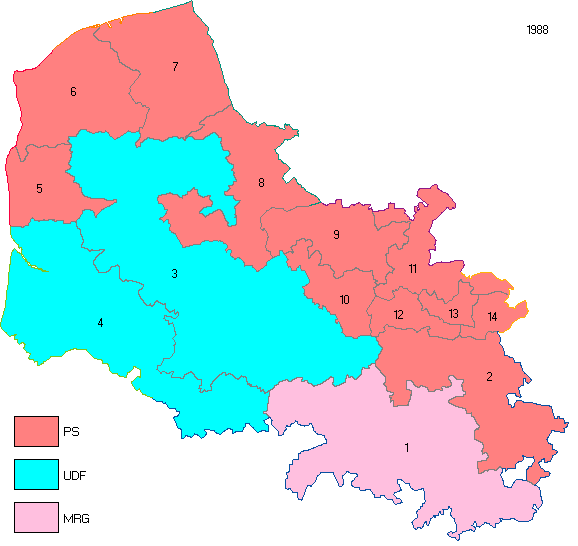
Carte électorale des circonscriptions en 1988.

|                             |  | Identité                                    | Étiquette | Autres mandats                                                       | Suppléant(e)         |
| --------------------------- |  | ------------------------------------------- | --------- | -------------------------------------------------------------------- | -------------------- |
| Première circonscription    |  | Jean-Pierre Defontaine                      | MRG       | Conseiller régional, maire d'Hénin-sur-Cojeul                        | Alain Fauquet (PS)   |
| Deuxième circonscription    |  | André Delehedde                             | PS        | Conseiller général du Canton de Vimy, maire-adjoint d'Arras          | Jean-Marie Alexandre |
| Troisième circonscription   |  | Philippe Vasseur puis                       | UDF       | Conseiller régional                                                  | Étienne Édric        |
| Quatrième circonscription   |  | Léonce Deprez                               | UDF       | Conseiller régional, maire du Touquet                                | Roger Pruvost        |
| Cinquième circonscription   |  | Guy Lengagne                                | PS        | Maire de Boulogne-sur-Mer                                            | Jean-Marie François  |
| Sixième circonscription     |  | Dominique Dupilet                           | PS        | Conseiller général du Canton de Boulogne-sur-Mer-Nord-Ouest          | Maurice Fleuet       |
| Septième circonscription    |  | André Capet                                 | PS        | Maire-adjoint de Calais                                              | Gilles Cocquempot    |
| Huitième circonscription    |  | Roland Huguet                               | PS        | Conseiller général du Canton de Norrent-Fontes, maire d'Isbergues    | Michel Lefait        |
| Neuvième circonscription    |  | Jacques Mellick puis Claude Galametz (1988) | PS        | Maire de Béthune                                                     | Claude Galametz      |
| Dixième circonscription     |  | Marcel Wacheux                              | PS        | Maire de Bruay-la-Buissière                                          | Serge Janquin        |
| Onzième circonscription     |  | Noël Josèphe                                | PS        | Maire de Beuvry                                                      | Marcel Cabiddu       |
| Douzième circonscription    |  | Jean-Pierre Kucheida                        | PS        | Maire de Liévin                                                      | Michel Vancaille     |
| Treizième circonscription   |  | Jean-Claude Bois                            | PS        | Conseiller général du Canton de Lens-Nord-Est, maire-adjoint de Lens | Michel Bouchez       |
| Quatorzième circonscription |  | Albert Facon                                | PS        | Conseiller général du Canton de Courrières, maire de Courrières      | Pierre Darchicourt   |

### VIIIelégislature(1986-1988)
| Nom                              |  | Parti | Autres mandats                                                        |
| -------------------------------- |  | ----- | --------------------------------------------------------------------- |
| Rémy Auchedé                     |  | PCF   | —                                                                     |
| Jean-Jacques Barthe              |  | PCF   | Maire de Calais                                                       |
| Yvan Blot                        |  | RPR   | —                                                                     |
| André Delehedde                  |  | PS    | Conseiller général de Vimy, maire-adjoint d'Arras                     |
| Jean-Paul Delevoye               |  | RPR   | Conseiller général de Bapaume, maire de Bapaume                       |
| Léonce Deprez                    |  | UDF   | Conseiller régional, maire du Touquet                                 |
| Jacques Hersant                  |  | CNIP  | —                                                                     |
| Roland Huguet                    |  | PS    | Conseiller général de Norrent-Fontes, maire d'Isbergues               |
| Jean-Pierre Kucheida             |  | PS    | Conseiller général de Liévin-Nord, maire de Liévin                    |
| Guy Lengagne                     |  | PS    | Conseiller général de Boulogne-sur-Mer-Sud, maire de Boulogne-sur-Mer |
| Jacques Mellick                  |  | PS    | Maire de Béthune                                                      |
| François Porteu de La Morandière |  | FN    | —                                                                     |
| Philippe Vasseur                 |  | UDF   | Conseiller régional                                                   |
| Marcel Wacheux                   |  | PS    | Conseiller général de Bruay-la-Buissière, maire de Bruay-la-Buissière |

### VIIelégislature(1981-1986)
| Circ. | Nom                    |                                                            | Parti | Autres mandats                                                        | Suppléant            |
| ----- | ---------------------- | ---------------------------------------------------------- | ----- | --------------------------------------------------------------------- | -------------------- |
| 1re   | André Delehedde        |                                                            | PS    | Conseiller général de Vimy, maire-adjoint d'Arras                     | Bernard Quandalle    |
| 2e    | Jean-Pierre Defontaine |                                                            | MRG   | —                                                                     | Michel Chopin        |
| 3e    | Lucien Pignion         |                                                            | PS    | Maire de Saint-Pol-sur-Ternoise                                       | Édouard Malle        |
| 4e    | Claude Wilquin         |                                                            | PS    | Maire de Berck                                                        | Marcel Guerville     |
| 5e    | Guy Lengagne           |                                                            | PS    | Conseiller général de Boulogne-sur-Mer-Sud, maire de Boulogne-sur-Mer | Michel Sergent       |
| 5e    | Michel Sergent         | Conseiller général de Desvres, maire de Desvres            | PS    | —                                                                     |                      |
| 6e    | Dominique Dupilet      |                                                            | PS    | Conseiller général de Boulogne-sur-Mer-Nord-Ouest, maire de Wimereux  | Jean-Claude Quenon   |
| 7e    | Jean-Jacques Barthe    |                                                            | PCF   | Maire de Calais                                                       | Pierre Langlet       |
| 8e    | Roland Huguet          |                                                            | PS    | Conseiller général de Norrent-Fontes, maire d'Isbergues               | Jean Saint-André     |
| 9e    | Jacques Mellick        |                                                            | PS    | Conseiller général de Béthune-Nord, maire de Béthune                  | Claude Galametz      |
| 10e   | Marcel Wacheux         |                                                            | PS    | Maire de Bruay-la-Buissière                                           | Jacques Villedary    |
| 11e   | Noël Josèphe           |                                                            | PS    | Conseiller général de Nœux-les-Mines, maire de Beuvry                 | Jean-Mary Valambois  |
| 12e   | Henri Darras (†)       |                                                            | PS    | Conseiller général de Liévin-Nord, maire de Liévin                    | Jean-Pierre Kucheida |
| 12e   | Jean-Pierre Kucheida   | Conseiller général de Liévin-Nord, maire de Liévin         | PS    | —                                                                     |                      |
| 13e   | André Delelis          |                                                            | PS    | Conseiller général de Lens-Nord-Ouest, maire de Lens                  | Jean-Claude Bois     |
| 13e   | Jean-Claude Bois       | Conseiller général de Lens-Nord-Est, maire-adjoint de Lens | PS    | —                                                                     |                      |
| 14e   | Joseph Legrand         |                                                            | PCF   | Maire de Carvin                                                       | Marie-Serge Galesne  |

### VIelégislature(1978-1981)
| Circ. | Nom                    |                                                   | Parti | Autres mandats                                                       | Suppléant            |
| ----- | ---------------------- | ------------------------------------------------- | ----- | -------------------------------------------------------------------- | -------------------- |
| 1re   | André Delehedde        |                                                   | PS    | Conseiller général de Vimy, maire-adjoint d'Arras                    | Bernard Quandalle    |
| 2e    | Jean-Pierre Defontaine |                                                   | MRG   | —                                                                    | Michel Chopin        |
| 3e    | Lucien Pignion         |                                                   | PS    | Maire de Saint-Pol-sur-Ternoise                                      | Édouard Malle        |
| 4e    | Claude Wilquin         |                                                   | PS    | Maire de Berck                                                       | Philippe Grunewald   |
| 5e    | Jean Bardol            |                                                   | PCF   | Conseiller général de Samer, maire de Saint-Etienne-au-Mont          | Francis Defrance     |
| 6e    | Dominique Dupilet      |                                                   | PS    | Conseiller général de Boulogne-sur-Mer-Nord-Ouest, maire de Wimereux | Jean-Claude Quenon   |
| 7e    | Jean-Jacques Barthe    |                                                   | PCF   | Maire de Calais                                                      | Myriam Guffroy       |
| 8e    | Roland Huguet          |                                                   | PS    | Conseiller général de Norrent-Fontes, maire d'Isbergues              | Jean Saint-André     |
| 9e    | Jacques Mellick        |                                                   | PS    | Conseiller général de Béthune-Nord, maire de Béthune                 | Jules Gravure        |
| 10e   | Maurice Andrieux       |                                                   | PCF   | Conseiller général de Bully-les-Mines, maire d'Hersin-Coupigny       | Roger Cressent       |
| 11e   | Henri Lucas (†)        |                                                   | PCF   | Conseiller général de Cambrin, maire de Vermelles                    | Angèle Chavatte      |
| 11e   | Angèle Chavatte        | Conseillère générale de Cambrin, maire d'Annequin | PCF   | —                                                                    |                      |
| 12e   | Henri Darras           |                                                   | PS    | Conseiller général de Liévin-Nord, maire de Liévin                   | Jean-Pierre Kucheida |
| 13e   | André Delelis          |                                                   | PS    | Conseiller général de Lens-Nord-Ouest, maire de Lens                 | Jean-Claude Bois     |
| 14e   | Joseph Legrand         |                                                   | PCF   | Conseiller général de Carvin, maire de Carvin                        | Marie-Serge Galesne  |

### Velégislature(1973-1978)
| Circ. | Nom                   |                       | Parti | Autres mandats                                                          | Suppléant            |
| ----- | --------------------- | --------------------- | ----- | ----------------------------------------------------------------------- | -------------------- |
| 1re   | Guy Mollet (†)        |                       | PS    | Maire d'Arras                                                           | André Delehedde      |
| 1re   | André Delehedde       | Maire-adjoint d'Arras | PS    | —                                                                       |                      |
| 2e    | Jean Chambon          |                       | UDR   | Conseiller général de Beaumetz-les-Loges                                | Marc Buissart        |
| 3e    | Lucien Pignion        |                       | PS    | Maire de Saint-Pol-sur-Ternoise                                         | Gaëtan Marichez (†)  |
| 4e    | Marcel Béraud         |                       | UDR   | —                                                                       | Alfred Fourdrignier  |
| 5e    | Jean Bardol           |                       | PCF   | Maire de Saint-Etienne-au-Mont                                          | Francis Defrance     |
| 6e    | Louis Le Sénéchal (†) |                       | PS    | Conseiller général de Marquise                                          | Dominique Dupilet    |
| 6e    | Dominique Dupilet     | —                     | PS    | —                                                                       |                      |
| 7e    | Jean-Jacques Barthe   |                       | PCF   | Maire de Calais                                                         | Renée Langlet        |
| 8e    | Roland Huguet         |                       | PS    | Conseiller général de Norrent-Fontes, maire d'Isbergues                 | Jean Saint-André     |
| 9e    | Édouard Carlier       |                       | PCF   | Conseiller général de Béthune-Nord                                      | Joseph Clairet       |
| 10e   | Maurice Andrieux      |                       | PCF   | Conseiller général de Liévin-Nord-Ouest, maire d'Hersin-Coupigny        | Denise Lesieux       |
| 11e   | Henri Lucas           |                       | PCF   | Conseiller général de Cambrin, maire de Vermelles                       | Augustin Lescouf     |
| 12e   | Henri Darras          |                       | PS    | Conseiller général de Liévin-Nord, conseiller régional, maire de Liévin | Jean-Pierre Kucheida |
| 13e   | André Delelis         |                       | PS    | Conseiller général de Lens-Nord-Ouest, maire de Lens                    | Jean-Claude Bois     |
| 14e   | Joseph Legrand        |                       | PCF   | Conseiller général de Carvin                                            | Raymond Damiens      |

### IVelégislature(1968-1973)
| Circ. | Nom                     |                    | Parti           | Autres mandats                                                             | Suppléant           |
| ----- | ----------------------- | ------------------ | --------------- | -------------------------------------------------------------------------- | ------------------- |
| 1re   | Guy Mollet              |                    | SFIO→PS         | Maire d'Arras                                                              | Léon Fatous         |
| 2e    | Jean Chambon            |                    | UDR             | Conseiller général de Beaumetz-les-Loges                                   | Pierre Vitté        |
| 3e    | Pierre Bonnel           |                    | RI              | Conseiller général de Saint-Pol-sur-Ternoise                               | Georges Ringard     |
| 4e    | Marcel Béraud           |                    | UDR             | Maire de Berck                                                             | Alfred Fourdrignier |
| 5e    | Jeannil Dumortier       |                    | SFIO→PS         | Conseiller général de Boulogne-sur-Mer-Sud, maire de Saint-Martin-Boulogne | Raymond Splingard   |
| 6e    | Henri Collette          |                    | UDR             | Conseiller général de Guînes, maire de Licques                             | Raymond Horel       |
| 7e    | Jacques Vendroux        |                    | UDR             | Maire de Calais                                                            | Charles Empisse     |
| 8e    | Benjamin Catry          |                    | UDR             | Conseiller général de Saint-Omer-Sud, maire d'Arques                       | André Dublaneau     |
| 9e    | Hubert Dupont-Fauville  |                    | UDR             | —                                                                          | Georges Boudry      |
| 10e   | Maurice Andrieux        |                    | PCF             | Conseiller général de Liévin-Nord-Ouest, maire d'Hersin-Coupigny           | Louis Josien        |
| 11e   | Jeannette Prin (†)      |                    | PCF             | Conseillère générale de Lens-Nord-Est                                      | Henri Lucas         |
| 11e   | Henri Lucas             | Maire de Vermelles | PCF             | —                                                                          |                     |
| 12e   | Henri Darras            |                    | SFIO→PS         | Conseiller général de Liévin-Nord, maire de Liévin                         | Jean Mallet         |
| 13e   | André Delelis           |                    | SFIO→PS         | Conseiller général de Lens-Nord-Ouest, maire de Lens                       | Paul Beaufils       |
| 14e   | Fernand Darchicourt (†) |                    | SFIO            | Maire d'Hénin-Liétard                                                      | Alfred Peugnet      |
| 14e   | Alfred Peugnet          | SFIO→PS            | Maire de Carvin | —                                                                          |                     |

### IIIelégislature(1967-1968)
| Circ. | Nom                 |  | Parti     | Autres mandats                                                             | Suppléant           |
| ----- | ------------------- |  | --------- | -------------------------------------------------------------------------- | ------------------- |
| 1re   | Guy Mollet          |  | SFIO-FGDS | Maire d'Arras                                                              | Léon Fatous         |
| 2e    | Henri Guidet        |  | SFIO-FGDS | Conseiller général de Bapaume, maire de Bapaume                            | Auguste Hornoy      |
| 3e    | André Mancey        |  | PCF       | Maire de Calonne-Ricouart                                                  | Henri Picot         |
| 4e    | Marcel Béraud       |  | UD-Ve     | Maire de Berck                                                             | Alfred Fourdrignier |
| 5e    | Jeannil Dumortier   |  | SFIO-FGDS | Conseiller général de Boulogne-sur-Mer-Sud, maire de Saint-Martin-Boulogne | Raymond Splingard   |
| 6e    | Louis Le Sénéchal   |  | SFIO-FGDS | Conseiller général de Marquise, maire de Marquise                          | Jules Delaire       |
| 7e    | Jacques Vendroux    |  | UD-Ve     | Maire de Calais                                                            | Charles Empisse     |
| 8e    | Bernard Chochoy     |  | SFIO-FGDS | Conseiller général de Lumbres, maire de Lumbres                            | Roland Huguet       |
| 9e    | Édouard Carlier     |  | PCF       | Conseiller municipal de Béthune                                            | Benoit Offroy       |
| 10e   | Maurice Andrieux    |  | PCF       | Maire d'Hersin-Coupigny                                                    | Louis Josien        |
| 11e   | Jeannette Prin      |  | PCF       | Conseillère générale de Lens-Nord-Est                                      | Henri Lucas         |
| 12e   | Henri Darras        |  | SFIO-FGDS | Conseiller général de Liévin-Nord, maire de Liévin                         | Jean Mallet         |
| 13e   | André Delelis       |  | SFIO-FGDS | Conseiller général de Lens-Nord-Ouest, maire de Lens                       | Jean-Claude Bois    |
| 14e   | Fernand Darchicourt |  | SFIO-FGDS | Maire d'Hénin-Liétard                                                      | Alfred Peugnet      |

### IIelégislature(1962-1967)
| Circ. | Nom                 |                                                                | Parti   | Autres mandats                                                             | Suppléant           |
| ----- | ------------------- | -------------------------------------------------------------- | ------- | -------------------------------------------------------------------------- | ------------------- |
| 1re   | Guy Mollet          |                                                                | SFIO    | Maire d'Arras                                                              | Michel Darras       |
| 2e    | Henri Duflot        |                                                                | UNR-UDT | —                                                                          | Louise Pouillaude   |
| 3e    | Maurice Delory      |                                                                | UNR-UDT | Conseiller général d'Aubigny-en-Artois, maire de Tincques                  | Henri Picart        |
| 4e    | Marcel Béraud       |                                                                | UNR-UDT | Maire de Berck                                                             | Alfred Fourdrignier |
| 5e    | Jeannil Dumortier   |                                                                | SFIO    | Conseiller général de Boulogne-sur-Mer-Sud, maire de Saint-Martin-Boulogne | Raymond Splingard   |
| 6e    | Henri Collette      |                                                                | UNR-UDT | Conseiller général de Guînes, maire de Licques                             | Jacques Douezi      |
| 7e    | Jacques Vendroux    |                                                                | UNR-UDT | Maire de Calais                                                            | Charles Empisse     |
| 8e    | Benjamin Catry      |                                                                | UNR-UDT | Conseiller général de Saint-Omer-Sud, maire d'Arques                       | Charles Dazin       |
| 9e    | Édouard Carlier     |                                                                | PCF     | Conseiller municipal de Béthune                                            | Benoit Offroy       |
| 10e   | Raymond Derancy     |                                                                | SFIO    | Conseiller général de Bruay-en-Artois, maire de Barlin                     | Désiré Decats       |
| 11e   | Jeannette Prin      |                                                                | PCF     | —                                                                          | Henri Lucas         |
| 12e   | Henri Darras        |                                                                | SFIO    | Conseiller général de Liévin-Nord, maire de Liévin                         | Jean-Wilfrid Mallet |
| 13e   | Ernest Schaffner    |                                                                | SFIO    | Conseiller général de Lens-Est, maire de Lens                              | Lucien Harmant      |
| 13e   | Lucien Harmant      | Conseiller général de Lens-Nord-Est, maire de Loison-sous-Lens | SFIO    | —                                                                          |                     |
| 14e   | Fernand Darchicourt |                                                                | SFIO    | Maire d'Hénin-Liétard                                                      | Paul Guisez         |

### Irelégislature(1958-1962)
| Circ. | Nom                 |                 | Parti   | Autres mandats                                                             | Suppléant         |
| ----- | ------------------- | --------------- | ------- | -------------------------------------------------------------------------- | ----------------- |
| 1re   | Guy Mollet          |                 | SFIO    | Maire d'Arras                                                              | Pierre Herbaut    |
| 2e    | Henri Duflot        |                 | UNR     | Conseiller général d'Arras-Sud                                             | Albert Thuillier  |
| 3e    | Charles Chopin      |                 | CNIP    | Conseiller général de Saint-Pol-sur-Ternoise, maire de Ramecourt           | Georges Ringard   |
| 4e    | Charles Delesalle   |                 | Rad.-ED | —                                                                          | Henri Elby        |
| 5e    | Jeannil Dumortier   |                 | SFIO    | Conseiller général de Boulogne-sur-Mer-Sud, maire de Saint-Martin-Boulogne | Raymond Splingard |
| 6e    | Henri Collette      |                 | UNR     | Conseiller général de Guînes, maire de Licques                             | Robert Meaux      |
| 7e    | Jacques Vendroux    |                 | UNR     | Maire de Calais                                                            | Charles Empisse   |
| 8e    | Pierre Guillain     |                 | CNIP    | Conseiller général de Saint-Omer-Nord, maire de Saint-Omer                 | Benjamin Catry    |
| 9e    | Maurice Cassez      |                 | MRP     | Conseiller général de Béthune, maire de Locon                              | François Caly     |
| 10e   | Télesphore Caudron  |                 | SFIO    | Conseiller général d'Houdain, maire de Bruay-en-Artois                     | Raymond Derancy   |
| 10e   | Raymond Derancy     | Maire de Barlin | SFIO    | —                                                                          |                   |
| 11e   | Just Évrard         |                 | SFIO    | —                                                                          | Charles Dupont    |
| 12e   | Henri Darras        |                 | SFIO    | Conseiller général de Liévin, maire de Liévin                              | Jean Mallet       |
| 13e   | Ernest Schaffner    |                 | SFIO    | Conseiller général de Lens-Est, maire de Lens                              | Lucien Harmant    |
| 14e   | Fernand Darchicourt |                 | SFIO    | Conseiller général de Carvin, maire d'Hénin-Liétard                        | Lucien Beaumont   |

## Quatrième République

### IIIelégislature(1956-1958)
| 1re | Jeannil Dumortier |  | SFIO | Conseiller général de Boulogne-sur-Mer-Sud, maire de Saint-Martin-Boulogne |  |  |
| 1re | Henri Henneguelle |  | SFIO | Maire de Boulogne-sur-Mer                                                  |  |  |
| 1re | André Parmentier  |  | SFIO | Conseiller général de Calais-Nord-Ouest, maire de Calais                   |  |  |
| 1re | Auguste Defrance  |  | PCF  | Adjoint au maire de Boulogne-sur-Mer                                       |  |  |
| 1re | Jean Febvay       |  | CNIP | —                                                                          |  |  |
|     |                   |  |      |                                                                            |  |  |
| 2e  | Camille Delabre   |  | SFIO | Maire de Courrières                                                        |  |  |
| 2e  | Just Évrard       |  | SFIO | —                                                                          |  |  |
| 2e  | Guy Mollet        |  | SFIO | Maire d'Arras                                                              |  |  |
| 2e  | Gaston Coquel     |  | PCF  | —                                                                          |  |  |
| 2e  | Léandre Létoquart |  | PCF  | Maire d'Avion                                                              |  |  |
| 2e  | André Mancey      |  | PCF  | Conseiller général d'Houdain, maire de Calonne-Ricouart                    |  |  |
| 2e  | Jeannette Prin    |  | PCF  | —                                                                          |  |  |
| 2e  | Jules Catoire     |  | MRP  | —                                                                          |  |  |
| 2e  | Jean Lefranc      |  | CNIP | Conseiller général d'Arras-Nord                                            |  |  |

### IIelégislature(1951-1956)
| 1re | Jacques Vendroux   |  | RPF  | Conseiller général de Calais-Nord-Ouest                 |  |  |  |
| 1re | Jean Febvay        |  | RPF  | Maire de Boulogne-sur-Mer (jusqu'en 1953)               |  |  |  |
| 1re | Louis Le Sénéchal  |  | SFIO | Conseiller général de Marquise, maire de Marquise       |  |  |  |
| 1re | Henri Henneguelle  |  | SFIO | Maire de Boulogne-sur-Mer (à partir de 1953)            |  |  |  |
| 1re | Gaston Dassonville |  | PCF  | —                                                       |  |  |  |
|     |                    |  |      |                                                         |  |  |  |
| 2e  | Auguste Lecoeur    |  | PCF  | —                                                       |  |  |  |
| 2e  | René Camphin (†)   |  | PCF  | —                                                       |  |  |  |
| 2e  | André Mancey       |  | PCF  | Conseiller général d'Houdain, maire de Calonne-Ricouart |  |  |  |
| 2e  | Jeannette Prin     |  | PCF  | Conseillère municipale d'Auchy-les-Mines                |  |  |  |
| 2e  | Guy Mollet         |  | SFIO | Maire d'Arras                                           |  |  |  |
| 2e  | Just Évrard        |  | SFIO | —                                                       |  |  |  |
| 2e  | Paul Sion          |  | SFIO | —                                                       |  |  |  |
| 2e  | Jean Lefranc       |  | RPF  | Conseiller général d'Arras-Nord                         |  |  |  |
| 2e  | Jules Catoire      |  | MRP  | —                                                       |  |  |  |
| 2e  |                    |  |      |                                                         |  |  |  |
| 2e  | Camille Delabre    |  | SFIO | Conseiller général de Carvin, maire de Courrières       |  |  |  |

### Irelégislature(1946-1951)
Nestor Calonne (PCF), remplacé le 28 janvier 1947 par Julie Darras (PCF)
René Camphin (PCF)
Gaston Dassonville (PCF)
Auguste Lecoeur (PCF)
Just Evrard (SFIO)
Henri Henneguelle (SFIO)
Guy Mollet (SFIO)
Abel Poulain (SFIO)
Paul Sion (SFIO)
Louis Beugniez (MRP)
Paul Caron (MRP)
Jules Catoire (MRP)
Jacques Vendroux (UDSR)
Antoine Chalvet de Récy (Union gaulliste -RI)

## Gouvernement provisoire de la République française

### Deuxième assemblée constituante
Nestor Calonne (PCF)
René Camphin (PCF)
Gaston Dassonville (PCF)
Auguste Lecoeur (PCF)
Just Evrard (SFIO)
Henri Henneguelle (SFIO)
Guy Mollet (SFIO)
Abel Poulain (SFIO)
Paul Sion (SFIO)
Louis Beugniez (MRP)
Paul Caron (MRP)
Jules Catoire (MRP)
Jacques Vendroux (MRP)

### Première assemblée constituante
Nestor Calonne (PCF)
René Camphin (PCF)
Gaston Dassonville (PCF)
Auguste Lecoeur (PCF)
Just Evrard (SFIO)
Henri Henneguelle (SFIO)
Guy Mollet (SFIO)
Abel Poulain (SFIO)
Paul Sion (SFIO)
Louis Beugniez (MRP)
Jules Catoire (MRP)
Gabriel Tellier (MRP)
Jacques Vendroux (MRP)

## IIIeRépublique

### Assemblée nationale(1871-1876)
- Louis de Clercq, Union des droites
- Achille Adam-Fontaine, Centre droit
- Auguste Paris, Union des droites
- Louis de Willecot de Rincquesen, Union des droites, mort le 13 août 1873, remplacé par Édouard Sens, Appel au peuple (Bonapartiste), élu le 8 février 1874
- Louis Faidherbe démissionne, remplacé le 7 janvier 1872 par Charles Levert, Appel au peuple
- Charles-Marie de Bryas, Union des droites
- Paul Dussaussoy-Hubert, Appel au peuple
- Adolphe-Charles de Partz de Pressy, Union des droites
- Eugène de Diesbach de Belleroche, Union des droites
- Philippe de Saint-Malo, Union des droites
- Louis Martel, Centre gauche
- Louis-Édouard Fouler de Relingue, Union des droites, mort le 30 avril 1874, remplacé par Charles Delisse-Engrand, Appel au peuple, élu le 1er novembre 1874
- Antoine Douay, Centre droit
- François Hamille, Appel au peuple
- Jean-Baptiste-Charles Wartelle de Retz, Centre droit

### Irelégislature(1876-1877)
- Jules Hermary
- Achille Adam-Fontaine
- Charles Levert
- Ernest Deusy
- Louis Florent-Lefebvre
- Pierre Brasme
- Paul Dussaussoy-Hubert
- Louis Devaux
- Adolphe-Charles de Partz de Pressy
- François Hamille

### IIelégislature(1877-1881)
- Paul Dussaussoy-Hubert invalidé en 1878, remplacé par Alexandre Ribot
- Louis de Clercq
- Jules Hermary
- Édouard Sens invalidé en 1878, remplacé par Ernest Deusy
- Charles Levert
- Louis Devaux
- Adolphe-Charles de Partz de Pressy
- Eugène Livois
- François Hamille
- Alphonse de Cardevac d'Havrincourt

### IIIelégislature(1881-1885)
- Georges Graux
- Alexandre Ribot
- André-Louis Desprez
- Louis Devaux élu sénateur en 1882, remplacé par Edmond Marie Lefebvre du Preÿ
- Edmond Ansart Rault du Fiesnet
- Achille Fanien
- Charles Levert
- Louis Florent-Lefebvre
- Alphonse Bouilliez-Bridou
- François Hamille

### IVelégislature(1885-1889)
- Émile Basly
- Henri Tailliandier
- Alexandre Ribot
- Gustave Dellisse
- Paul Dussaussoy-Hubert, mort en 1887, remplacé par Ernest Camescasse
- Louis de Clercq
- Jules Hermary
- Edmond Marie Lefebvre du Preÿ
- Charles du Campe de Rosamel
- Achille Adam-Fontaine, mort en 1887
- Édouard Sens
- Charles Levert
- Adolphe-Charles de Partz de Pressy
- Émile de Lhomel

### Velégislature(1889-1893)
- Boulogne-1 : Achille Adam, Conservateur
- Saint-Omer-2 : Charles Jonnart, Républicain
- Montreuil : Louis Boudenoot, Républicain
- Bethune-2 : Eugène Haynaut, Républicain, décédé en 1891, remplacé par Émile Basly, Socialiste
- Béthune-1 : André-Louis Desprez, Républicain élu sénateur en 1891, remplacé par Arthur Lamendin, Socialiste
- Arras-2 : Henri Tailliandier, Conservateur
- Saint-Pol : Georges Graux, Républicain
- Saint-Omer-1 : Alexandre Ribot, Républicain
- Arras-1 : Élie Ledieu, Républicain
- Boulogne-2 :Auguste Boulanger-Bernet, Républicain
- Béthune-3 :Achille Fanien, Républicain

Source : journal Le Temps du 24 septembre et du 8 octobre 1889 sur Gallica,.

### VIelégislature(1893-1898)
- Boulogne-1 : Paul Dussaussoy, Rallié
- Boulogne-2 : Achille Adam, Conservateur
- Saint-Omer-2 : Charles Jonnart, Républicain
- Montreuil : Louis Boudenoot, Républicain
- Béthune-1 : Émile Basly, Socialiste
- Béthune-2 : Arthur Lamendin, Socialiste
- Arras-1 : Théodore Rose, Républicain
- Arras-2 : Henri Tailliandier, Rallié
- Saint-Pol : Georges Graux, Républicain
- Saint-Omer-1 : Alexandre Ribot, Républicain
- Béthune-3 : Achille Fanien, Républicain

Source : journal Le Temps du 22 août et du 5 septembre 1893 sur Gallica,.

### VIIelégislature(1898-1902)
- Boulogne-2 : Paul Dussaussoy, Rallié
- Boulogne-1 : Achille Adam, Rallié
- Saint-Omer-2 : Charles Jonnart, Républicain
- Montreuil : Louis Boudenoot, Républicain, élu sénateur en 1901, remplacé par Albert Truy, Républicain
- Béthune-1 : Émile Basly, Socialiste
- Saint-Pol : Georges Graux, Républicain, mort en 1900, remplacé par Georges Vallée, Républicain
- Béthune-2 : Arthur Lamendin, Socialiste
- Arras-1 : Théodore Rose, Républicain
- Arras-2 : Henri Tailliandier, Rallié
- Saint-Omer-1 : Alexandre Ribot, Républicain
- Béthune-3 : Achille Fanien, Républicain

Source : journal Le Temps du 10 mai et du 24 mai 1898 sur Gallica,.

### VIIIelégislature(1902-1906)
- Montreuil : Albert Truy, Républicain Libéral, invalidé en 1903 remplacé par Victor Morel, Gauche Radicale (Union démocratique)
- Béthune-1 : Henry Dard, Républicain Catholique, invalidé en 1902, remplacé par François Delelis-Fanien, Républicain (Gauche démocratique)
- Boulogne-2 : Louis Mill, Républicain ministériel
- Béthune-4 : Henri Béharelle, Républicain ministériel
- Boulogne-1 : Achille Adam, Rallié
- Saint-Omer-2 : Charles Jonnart, Républicain
- Béthune-2 : Émile Basly, Socialiste
- Saint-Pol : Georges Vallée, Républicain
- Béthune-3 : Arthur Lamendin, Socialiste
- Arras-1 : Théodore Rose, Républicain
- Arras-2 : Henri Tailliandier, Républicain
- Saint-Omer-1 : Alexandre Ribot, Républicain

Source : journal Le Temps du 29 avril et du 13 mai 1902 sur Gallica,.

### IXelégislature(1906-1910)
- Montreuil : Victor Morel, Républicain (Gauche démocratique)
- Boulogne-2 : Paul Dussaussoy, Action libérale, décédé le 15 mars 1909, remplacé par Alfred Delcluze, socialistes parlementaires, élu le 16 mai 1909
- Saint-Omer-1 : Alexandre Ribot, Républicain progressiste, élu sénateur en 1909, remplacé par Edmond Lefebvre du Prey, Républicain progressiste, élu le 7 mars 1909
- Saint-Omer-2 : Charles Jonnart, Républicain
- Béthune-2 : Émile Basly, Socialistes unifiés
- Saint-Pol : Georges Vallée, Républicain progressiste
- Béthune-4 : Martial Bar, Gauche démocratique
- Béthune-3 : Arthur Lamendin, Socialistes unifiés
- Arras-1 : Théodore Rose, Républicain progressiste
- Arras-2 : Henri Tailliandier, Action libérale
- Béthune-1 : François Delelis-Fanien, Gauche démocratique
- Boulogne-1 : Pierre Farjon, Républicain progressiste

Sources : Journal Le Temps du 6 et du 22 mai 1906 sur Gallica - ,.

### Xelégislature(1910-1914)
- Boulogne-3 : Charles de France, Républicain progressiste
- Arras-1 : Raoul Briquet, Socialistes unifiés
- Montreuil : Victor Morel, Gauche radicale
- Saint-Omer-1 : Edmond Lefebvre du Prey, Républicain progressiste
- Boulogne-1 : Pierre Myrens, Socialistes unifiés
- Saint-Omer-2 : Charles Jonnart, Républicain
- Boulogne-2 : Alfred Delcluze, Républicain socialiste
- Béthune-2 : Émile Basly, Socialistes unifiés
- Béthune-4 : Martial Bar, Républicain progressiste
- Saint-Pol : Constant Roden, Gauche radicale
- Béthune-3 : Arthur Lamendin, Socialistes unifiés
- Arras-2 : Émile Loth, Gauche radicale
- Béthune-1 : François Delelis-Fanien, Républicain progressiste

Sources : Journal Le Temps du 24 avril et du 8 mai 1910 sur Gallica - ,.

### XIelégislature(1914-1919)
- Boulogne-1 : Léon Abrami, Républicain de gauche (modéré)
- Arras-1 : Raoul Briquet, SFIO, Mort pour la France le 25 mars 1917, non remplacé
- Arras-2 : Albert Tailliandier, Fédération républicaine (Droite), Mort pour la France le 25 mars 1917, non remplacé
- Montreuil : Victor Morel, Gauche radicale
- Saint-Omer-1 : Edmond Lefebvre du Prey, Fédération républicaine (Droite)
- Béthune-4 : Henri Cadot, SFIO
- Béthune-5 : Uriane Sorriaux, SFIO, mort en déportation le 26 juillet 1918, non remplacé
- Boulogne-2 : Émile Salembier, SFIO, décédé le 11 juin 1919, non remplacé
- Béthune-2 : Émile Basly, SFIO
- Boulogne-3 : Narcisse Boulanger, Républicain de gauche (modéré)
- Saint-Pol : Constant Roden, Républicain de gauche (modéré), décédé le 20 mars 1918, non remplacé
- Béthune-3 : Arthur Lamendin, SFIO
- Saint-Omer-2 : Julien Lemoine, Républicain de gauche (modéré)
- Béthune-1 : François Delelis-Fanien, Républicain de gauche (modéré)

Sources : Journal Le Temps du 28 avril et du 12 mai 1914 sur Gallica - ,.

### XIIelégislature(1919-1924)
Les élections législatives de 1919 furent organisées au scrutin proportionnel de liste. Elles marquèrent au niveau national la victoire du "Bloc national" de centre-droit.
- Première circonscription
Liste du Parti socialiste unifié
- Émile Basly, SFIO, Conseiller général, maire de Lens
- Henri Cadot, SFIO
- Raoul Evrard, SFIO
- Alfred Maës, SFIO
- Charles Ferrand, SFIO
- Georges Barthélemy, SFIO
- César Bernard, SFIO
- Richard Georges, SFIO

- Deuxième circonscription
Liste d'union républicaine sociale et nationale
- Léon Abrami, Gauche républicaine démocratique, Sous-secrétaire d'État à la Guerre
- Narcisse Boulanger, Républicain de gauche (modéré), Conseiller général, maire de Guînes
- Edmond Lefebvre du Prey, Entente républicaine démocratique, Maire de Saint-Omer
- Julien Lemoine, Républicain de gauche (modéré), Conseiller général, mort le 30 juillet 1921, non remplacé
- Victor Morel, Gauche républicaine démocratique, Maire de Campagne-lès-Hesdin, Président du Conseil d'arrondissement de Montreuil
- Alfred Berquet, Parti radical et radical-socialiste, Premier adjoint au maire de Calais

Source : Barodet, sur le site de l'Assemblée Nationale - https://bibnum.sciencespo.fr/s/catalogue/ark:/46513/sc16m2kz#?c=&m=&s=&cv=

### XIIIelégislature(1924-1928)
Les élections législatives de 1924 furent organisées au scrutin proportionnel de liste. Elles marquèrent au niveau national national la victoire du "Cartel des gauches".
Première circonscription
Liste du Parti socialiste SFIO
- Émile Basly, SFIO, Maire de Lens
- Henri Cadot, SFIO, Maire de Bruay-en-Artois
- Alfred Maës, SFIO
- Raoul Evrard, SFIO
- Charles Ferrand, SFIO, mort le 15 juillet 1925, non remplacé
- César Bernard, SFIO

Liste de Concentration républicaine et sociale
- Louis Couhé, Gauche républicaine démocratique, Conseiller général du canton de Laventie, industriel à Pont-à-Vendin
- Alfred Salmon, Gauche républicaine démocratique, Conseiller général du canton d'Heuchin, maire de Pernes-en-Artois

Deuxième circonscription
Liste d'Union républicaine
- Edmond Lefebvre du Prey, Union républicaine démocratique, élu sénateur en 1927, non remplacé
- Léon Abrami, Gauche radicale
- Narcisse Boulanger, Gauche républicaine démocratique
- Alfred Berquet, Gauche républicaine démocratique
- Victor de Saint-Just, Union républicaine démocratique
- Victor Morel, Gauche radicale, mort le 23 janvier 1927, non remplacé

Source : Barodet sur le site de l'Assemblée Nationale - https://bibnum.sciencespo.fr/s/catalogue/ark:/46513/sc16m1m0#?c=&m=&s=&cv=

### XIVelégislature(1928-1932)
Les élections législatives furent au scrutin d'arrondissement majoritaire à deux tours de 1928 à 1936.
- Montreuil : Charles Delesalle, Gauche sociale et radicale
- Béthune-4 : Jules Appourchaux, Union républicaine démocratique
- Saint-Omer-1 : Paul-François Guersy, Radical-socialiste
- Béthune-5 : Raoul Évrard, SFIO
- Béthune-1 : Alphonse Tellier, SFIO
- Saint-Pol : Alfred Salmon, Républicain de gauche (modéré)
- Béthune-6 : Henri Cadot, SFIO, élu sénateur en 1931, remplacé par Gaston Beltrémieux, SFIO, élu le 12 avril 1931
- Béthune-3 : Alfred Maës, SFIO
- Béthune-2 : Jacques Louart, SFIO
- Boulogne-2 : Léon Vincent, Républicain socialiste
- Arras-2 : Maurice Tailliandier, Union républicaine démocratique
- Arras-1 : Gustave Lemelle, Gauche radicale
- Boulogne-1 : Eugène Canu, Républicain socialiste et socialiste français
- Saint-Omer-2 : Victor de Saint-Just, Union républicaine démocratique
- Boulogne-3 : Narcisse Boulanger, Républicain de gauche (modéré)

Source : Élections législatives 22-29 avril 1928 de Georges Lachapelle - https://gallica.bnf.fr/ark:/12148/bpt6k320439r.texteImage#

### XVelégislature(1932-1936)
- Montreuil : Charles Delesalle, Gauche radicale, élu sénateur en 1934, remplacé par Gustave Decréquy, Radical-socialiste, élu le 24 mars 1935
- Saint-Pol : Alfred Salmon, Républicains de gauche, élu sénateur en 1933, remplacé par Paul Thellier, Républicains de gauche, élu le 4 février 1934
- Béthune-4 : Jules Appourchaux, Républicains de gauche
- Saint-Omer-2 : Victor de Saint-Just, Fédération républicaine, mort le 3 août 1933, remplacé par son fils François de Saint-Just, Fédération républicaine, élu le 29 octobre 1933
- Arras-1 : Louis de Diesbach de Belleroche, Républicains de gauche
- Béthune-1 : Émile Canda, Républicains de gauche
- Boulogne-1 : Paul Bacquet, Républicains de gauche
- Saint-Omer-1 : Joseph Tillie, Républicains de gauche
- Boulogne-3 : Léon Abrami, Gauche radicale, démissionnaire le 16 janvier 1936, non remplacé
- Béthune-5 : Raoul Évrard, SFIO
- Béthune-6 : Gaston Beltrémieux, SFIO
- Béthune-3 : Alfred Maës, SFIO
- Béthune-2 : Jacques Louart, SFIO
- Boulogne-2 : Léon Vincent, Parti républicain socialiste
- Arras-2 : Maurice Tailliandier, Républicain et social

### XVIelégislature(1936-1940)
- Roger Vantielcke
- Gustave Decréquy
- Paul Thellier
- Cyprien Quinet
- Adolphe Vincent
- François de Saint-Just
- Louis de Diesbach de Belleroche
- André Isoré
- Abel Guidet
- Paul Sion
- Paul Bacquet
- Alphonse Tellier
- Gaston Beltrémieux
- Alfred Maës
- Henri Cadot

## Second Empire

### Irelégislature(1852-1857)
- Léon-Marie Wartelle d'Herlincourt
- Félix Lequien
- Alexandre Roubier d'Hérambault
- Narcisse Lefebvre-Hermant
- Aimable Wattebled

### IIelégislature(1857-1863)
- Narcisse Lefebvre-Hermant, mort en 1860, remplacé par Félix Le Sergeant de Monnecove
- Léon-Marie Wartelle d'Herlincourt
- Félix Lequien démissionne en 1860, remplacé par Germain Delebecque
- Alexandre Roubier d'Hérambault
- Aimable Wattebled

### IIIelégislature(1863-1869)
- Léon-Marie Wartelle d'Herlincourt, mort en 1866, remplacé par Édouard Sens
- Alexandre Roubier d'Hérambault, mort en 1864, remplacé par Jacques Louis Jourdain
- Louis Martel (homme politique, 1813-1892)
- Alphonse de Cardevac d'Havrincourt
- Jules-Henri-Joseph Pieron-Leroy
- Alexandre Pinard
- Germain Delebecque

### IVelégislature(1869-1870)
- Édouard Sens
- Jacques Louis Jourdain
- Louis Martel (homme politique, 1813-1892)
- Adrien Mathieu
- Alexandre Pinard
- Germain Delebecque

## IIeRépublique
Élections au suffrage universel masculin à partir de 1848

### Assemblée nationale constituante (1848-1849)
- Henri Emmery
- Eugène-Émile Lenglet
- Célestin Denissel
- Philippe Lebleu
- Irénée Faustin Fréchon
- Louis-Antoine Garnier-Pagès
- Jean-Pierre Fourmentin
- Joseph Louis Pierret
- Jules Cassagneau de Saint-Amour
- Frédéric Degeorge
- Alexandre Roubier d'Hérambault
- Louis-Albert Bellart-Dambricourt
- René Piéron
- Pierre Cary
- Joseph Dagobert Olivier
- Ghislain Lantoine-Harduin
- Timothée Cornille
- Jean-Baptiste Petit de Bryas

### Assemblée nationale législative (1849-1851)
- Pierre Napoléon Dupont-Delporte
- Charles-Marie de Bryas
- Louis Martel (homme politique, 1813-1892)
- Célestin Denissel
- Alphonse de Cardevac d'Havrincourt
- Antoine Douay
- Jules Cardon de Montigny
- Irénée Faustin Fréchon
- Hippolyte Plichon
- Nicolas Legros-Dévot
- Jean-Baptiste-Charles Wartelle de Retz
- Charles Francoville
- Bernard Augustin Gros-Latteux
- Félix Lequien
- Alexandre Roubier d'Hérambault

## Chambre des députés (Monarchie de Juillet)

### IreLégislature(1830-1831)
- Joseph Dagobert Olivier
- Charles-Louis-Marie-Eugène Harlé d'Ophove
- Fidèle Le Sergeant de Baënghem
- Louis François Joseph Degouve de Nuncques
- Marie Théodore Urbain Garbé
- Charles Louis Fontaine
- Jean-Marie Harlé

### IIeLégislature(1831-1834)
- Alexandre Roubier d'Hérambault
- Charles-Louis-Marie-Eugène Harlé d'Ophove
- Fidèle Le Sergeant de Baënghem
- Louis François Joseph Degouve de Nuncques, mort en 1833, remplacé par Omer Dussaussoy
- Henri de Rigny
- Jean-Baptiste Francoville
- Jean-Marie Harlé
- Henri Gosse de Gorre

### IIIeLégislature(1834-1837)
- Jean-Marie Le Sergeant de Monnecove
- Alexandre Roubier d'Hérambault
- René Piéron
- Charles-Louis-Marie-Eugène Harlé d'Ophove
- Germain Armand
- Henri de Rigny, mort en 1835
- Jean-Marie Harlé

### IVeLégislature(1837-1839)
- Jean-Marie Le Sergeant de Monnecove
- Alexandre Roubier d'Hérambault
- René Piéron
- Charles-Louis-Marie-Eugène Harlé d'Ophove
- Jean-Marie Harlédécédé en 1838, remplacé par Charles Louis Benjamin Esnault
- Germain Armand
- Pierre Charles Toussaint Pouyer, mort en 1838, remplacé par François-Marie Delessert

### VeLégislature(1839-1842)
- Jean-Marie Le Sergeant de Monnecove
- Alexandre Roubier d'Hérambault
- René Piéron
- Charles-Louis-Marie-Eugène Harlé d'Ophove
- Charles Louis Benjamin Esnault
- Germain Armand
- François-Marie Delessert

### VIeLégislature(1842-1846)
- Alexandre Roubier d'Hérambault
- René Piéron
- Florentin Dekeisère
- Charles-Louis-Marie-Eugène Harlé d'Ophove
- Charles Louis Benjamin Esnault
- Germain Armand
- François-Marie Delessert

### VIIeLégislature(17/08/1846-24/02/1848)
- Léon-Marie Wartelle d'Herlincourt
- Michel Louis Félix Ney
- René Piéron
- Narcisse Lefebvre-Hermant
- François Quenson
- Charles Louis Benjamin Esnault
- François-Marie Delessert

## Chambre des députés des départements (2eRestauration)

### Irelégislature(1815–1816)
- Bon Joseph Lallart
- Valentin Charles Hubert Malet de Coupigny
- Georges Léonard Bonaventure de Tramecourt
- Louis Marie Joseph Blondel d'Aubers
- Louis Leroux du Chatelet
- Louis Oudard Dixmude de Montbrun
- Henri-Joseph Blanquart de Bailleul
- Milles Vaast Édouard Deslyons de Moncheaux

### IIelégislature(1816-1823)
- Bon Joseph Lallart
- Pierre Mathias Joseph Wartelle
- Valentin Charles Hubert Malet de Coupigny
- Charles-Louis-Marie-Albert-Furcy Fontaine
- Georges Léonard Bonaventure de Tramecourt
- Jean-Marie Harlé
- Louis Marie Joseph Blondel d'Aubers
- Louis Leroux du Chatelet
- Henri-Joseph Blanquart de Bailleul
- Charles-Bruno Francoville

### IIIelégislature(1824-1827)
- Charles Jacques Joseph Du Hays
- Jean-Baptiste Delgorgue de Rosny
- Alexandre Maximilien Dutertre
- Valentin Charles Hubert Malet de Coupigny
- Georges Léonard Bonaventure de Tramecourt
- Louis Leroux du Chatelet
- Louis Oudard Dixmude de Montbrun

### IVelégislature(1828-1830)
- Fidèle Le Sergeant de Baënghem
- Louis François Joseph Degouve de Nuncques
- Alexandre-François-Ferdinand-Guislain-Marie de Bryas
- Joseph Norbert Duquesnoy
- Alexandre Maximilien Dutertre
- Pierre Alexandre Joseph Allent
- Charles-Louis-Marie-Albert-Furcy Fontaine
- Jean-Marie Harlé

### Velégislature(23 juin 1830-28 juillet 1830)
- Louis François Joseph Degouve de Nuncques
- Joseph Norbert Duquesnoy
- Charles-Louis-Marie-Albert-Furcy Fontaine
- Jean-Marie Harlé

## Chambre des représentants (Cent-Jours)
- Louis François Bary
- Pierre Mathias Joseph Wartelle
- François-Joseph Boulogne
- Jean-Marie Harlé
- Henri Gosse de Gorre
- Nicolas François Enlart
- Albert-Marie-Auguste Bruneau de Beaumetz
- Louis-Joseph Cavrois
- Mathieu Joseph de Saint-Amour
- François-Martin Poultier
- François Antoine Boubert

## Chambre des députés des départements (1reRestauration)
- Albert-Marie-Auguste Bruneau de Beaumetz
- Henri-Joseph Blanquart de Bailleul
- Charles-Bruno Francoville

## Corps législatif(1800-1814)
- Henri Gosse de Gorre
- Pierre Berquier-Neuville
- Albert-Marie-Auguste Bruneau de Beaumetz
- Henri-Joseph Blanquart de Bailleul
- Charles-Bruno Francoville
- Philippe-Albert Bollet
- Jean-François Gaspard Noizet de Saint-Paul
- François Bucaille
- François-Joseph Lefebvre-Cayet
- Nicolas-Joseph Duflos

## Conseil des Cinq-Cents(1795-1799)
- Nicolas-Joseph-Marie Parent-Réal
- Robert François Crachet
- Pierre Daunou
- Antoine Nicolas Ludot
- Pierre Berquier-Neuville
- François Coffin
- Charles-Joseph Delrue
- Mathieu Joseph de Saint-Amour
- Pierre Antoine Bénard-Lagrave
- François-Martin Poultier
- Nicolas-Joseph Duflos
- Philippe-Albert Bollet
- Philippe Dauchel de La Palme
- François Joseph Noël-Billion
- François Michel Corne
- Jean-Baptiste Dauchez

## Convention nationale(1792-1795)
- Joseph Le Bon
- Philippe-François-Joseph Le Bas
- Pierre Daunou
- Nicolas François Enlart
- Lazare Carnot
- Charles Louis Garnier
- Philippe-Albert Bollet
- Jean-François Du Broeucq
- Ernest Dominique François Joseph Duquesnoy
- Jean-Baptiste Personne
- Armand-Joseph Guffroy
- Antoine-Guillain Magniez
- Thomas Paine
- Charles-Zachée-Joseph Varlet

## Assemblée législative (1791-1792)
- Sixte François Deusy
- Lazare Carnot
- Claude-Marie Carnot
- Ignace Joseph Haudouart
- Charles-Alexandre-Balthazar-François-de-Paule de Baert-Duholant
- Charles François Lefrancq
- Ernest Dominique François Joseph Duquesnoy
- François Legressier-Bellanoy
- Louis Joseph Wallart
- Claude Blanchard
- Louis-François François